# Current Ornithology
Current Ornithology est une publication en série arbitrée qui traite de tous les aspects de la recherche en ornithologie. Les sujets abordés peuvent toucher autant à la biologie moléculaire, la biologie des populations ou à l'écologie des communautés aviaires. Chaque volume constitue en soi une monographie avec un numéro ISBN et traite d'un thème à la fois. Les thèmes privilégiés sont des revues de littératures pour :
- présenter de manière organisée un domaine de l’ornithologie,
- faire la synthèse de domaines émergents et originaux,
- permettre la comparaison entre le domaine aviaire et d’autres classes de vertébrés.

Les auteurs de chaque chapitre sont sélectionnés en fonction de leur autorité dans le domaine en question.

## Liste des volumes
- Current Ornithology, Volume 1. Richard F Johnston; Dennis M Power (eds). 1983. New York : Plenum Press, 425 p.,  (ISBN 0306417804), (OCLC 181794456)
- Current Ornithology, Volume 2. Richard F Johnston (ed). 1985. New York : Plenum Press, 364 p.,  (ISBN 0306417804), (OCLC 33393564).
- Current Ornithology, Volume 3. Richard F Johnston (ed). 1986. New York : Plenum Press, 522 p.  (ISBN 0306420511), (OCLC 37911700).
- Current Ornithology, Volume 4. Richard F Johnston (ed). 1986. New York : Plenum Press, 324 p.  (ISBN 0306423529) (OCLC 37911701)
- Current Ornithology, Volume 5. Richard F Johnston (ed). 1986. New York : Plenum Press, 420 p.  (ISBN 0306427222) (OCLC 37911703)
- Current Ornithology, Volume 6. Dennis M Power (ed). 1989. New York : Plenum Press, 322 p.,  (ISBN 0306430568)
- Current Ornithology, Volume 7. Dennis M Power (ed). 1990. New York : Plenum Press,  (ISBN 9780306433078).
- Current Ornithology, Volume 8. Dennis M Power (ed). 1991. New York : Plenum Press,  (ISBN 9780306436406).
- Current Ornithology, Volume 9. Dennis M Power (ed). 1992. New York : Plenum Press, 247 p.  (ISBN 0306439905), (OCLC 37911705).
- Current Ornithology, Volume 10. Dennis M Power (ed). 1993. New York : Plenum Press, 383 p.  (ISBN 0306442825), (OCLC 37881659).
- Current Ornithology, Volume 11. Dennis M Power (ed). 1993. New York : Plenum Press,  (ISBN 9780306439902).
- Current Ornithology, Volume 12. Dennis M Power (ed). 1995. New York : Plenum Press, 278 p.  (ISBN 0306449781), (OCLC 37881651).
- Current Ornithology, Volume 13. Nolan Jr., V., Ketterson, E.D. (eds) 1997.  (ISBN 9780306454738).
- Current Ornithology, Volume 14. Nolan Jr., V., Ketterson, E.D. Thompson, C.F. (eds) 1998.  (ISBN 9780306457395).
- Current Ornithology, Volume 15. Nolan Jr., V., Ketterson, E.D. Thompson, C.F. (eds) 2000.  (ISBN 9780306461712).
- Current Ornithology, Volume 16. Nolan Jr., V., Thompson, C.F. (eds) 2001.  (ISBN 9780306464867).